# Progressive Democrats
De Progressive Democrats (Iers: An Páirtí Daonlathach) was een politieke partij in Ierland die werd opgericht in 1985 en werd opgeheven in 2009. De partij werd gesticht door Desmond O'Malley, eerder minister namens Fianna Fáil en anderen die meenden dat de twee traditionele partijen in de republiek, naast Fianna Fáil was dat Fine Gael, zowel op sociaal gebied als economisch, te behoudend waren. O'Malley verliet Fianna Fáil nadat hij tegen de partijlijn in het verbod op anticonceptie niet steunde. 

## Uitgangspunten
Economisch gold de partij als uitgesproken liberaal.De partij was voor privatisering en belastingverlaging, met name van de vennootschapsbelasting.
Op sociaal gebied was de partij naar Ierse maatstaven vooruitstrevend, hoewel de partij tegen het homohuwelijk was. In plaats daarvan werd het geregistreerd partnerschap bepleit. 

## Verkiezingen
De partij deed voor het eerst 1987 mee aan de verkiezingen voor de Dáil en behaalde toen 14 zetels. Na de verkiezingen ging de partij in oppositie tegen het minderheidskabinet van Charles Haughey. Bij de verkiezingen in 1989 verloor de partij 6 zetels, maar ging desondanks meeregeren met Fianna Fáil. 
In 1992 won de partij licht, nadat zij de coalitie met Fianna Fáil had verlaten wegens een schandaal over de rundvleeshandel waarbij Taoiseach Albert Reynolds was betrokken. Hoewel de partij in 2002 nog een kleine opleving doormaakte, was de neergang niet meer te stuiten. Partijleiders wisselden elkaar in snel tempo af, waarna in november 2008 een partijcongres met een kleine meerderheid bes;ott de partij op te heffen.
De partij deed drie keer mee aan de Europese parlementsverkiezingen maar wist alleen in 1989 een zetel te behalen. Het gekozen lid sloot zich aan bij de Alde-fractie.
Fine Gael · Labour Party · Fianna Fáil · Green Party · Progressive Democrats · Social Democrats · Sinn Féin